# Burlington (Ontário)
Burlington é uma cidade localizada na província canadense de Ontário. A sua área é de 187 km², sua população é de 150 836 habitantes, e sua densidade populacional é de 806,6 hab/km² (segundo o censo canadense de 2001). A cidade foi fundada em 1798, e incorporada em 1874. Faz parte da Municipalidade Regional de Halton e da região metropolitana de Toronto. Está situada ao norte da cidade de Hamilton.